# Ołeksandr Zhura
Ołeksandr Ołeksandrowycz Zhura, ukr. Олександр Олександрович Згура (ur. 20 sierpnia 1985 w Odessie) – ukraiński piłkarz, grający na pozycji napastnika.

## Kariera piłkarska

### Kariera klubowa
Jego starszy brat Serhij Zhura również profesjonalny piłkarz. Występował w juniorskich mistrzostwach Ukrainy (DJuFL) w klubach Czornomoreć Odessa i Tawrija Symferopol. W 2002 rozpoczął karierę piłkarską w drugiej drużynie Czornomorca Odessa, a w 2004 zadebiutował w podstawowej jedenastce. Zimą 2007 opuścił klub i reszta sezonu spędził w amatorskim zespole Digital Odessa. W lipcu 2007 podpisał kontrakt z klubem Dnister Owidiopol, w którym został najlepszym strzelcem drużyny. Latem 2008 przeszedł do Zirki Kirowohrad, ale po rundzie jesiennej zmienił klub na Dacię Kiszyniów. Latem 2010 podpisał roczny kontrakt z Zakarpattia Użhorod. We wrześniu 2010 został wypożyczony do Prykarpattia Iwano-Frankowsk.

## Sukcesy

### Sukcesy klubowe
- brązowy medalista Mistrzostw Ukrainy: 2005/06